# レーザーターンテーブル

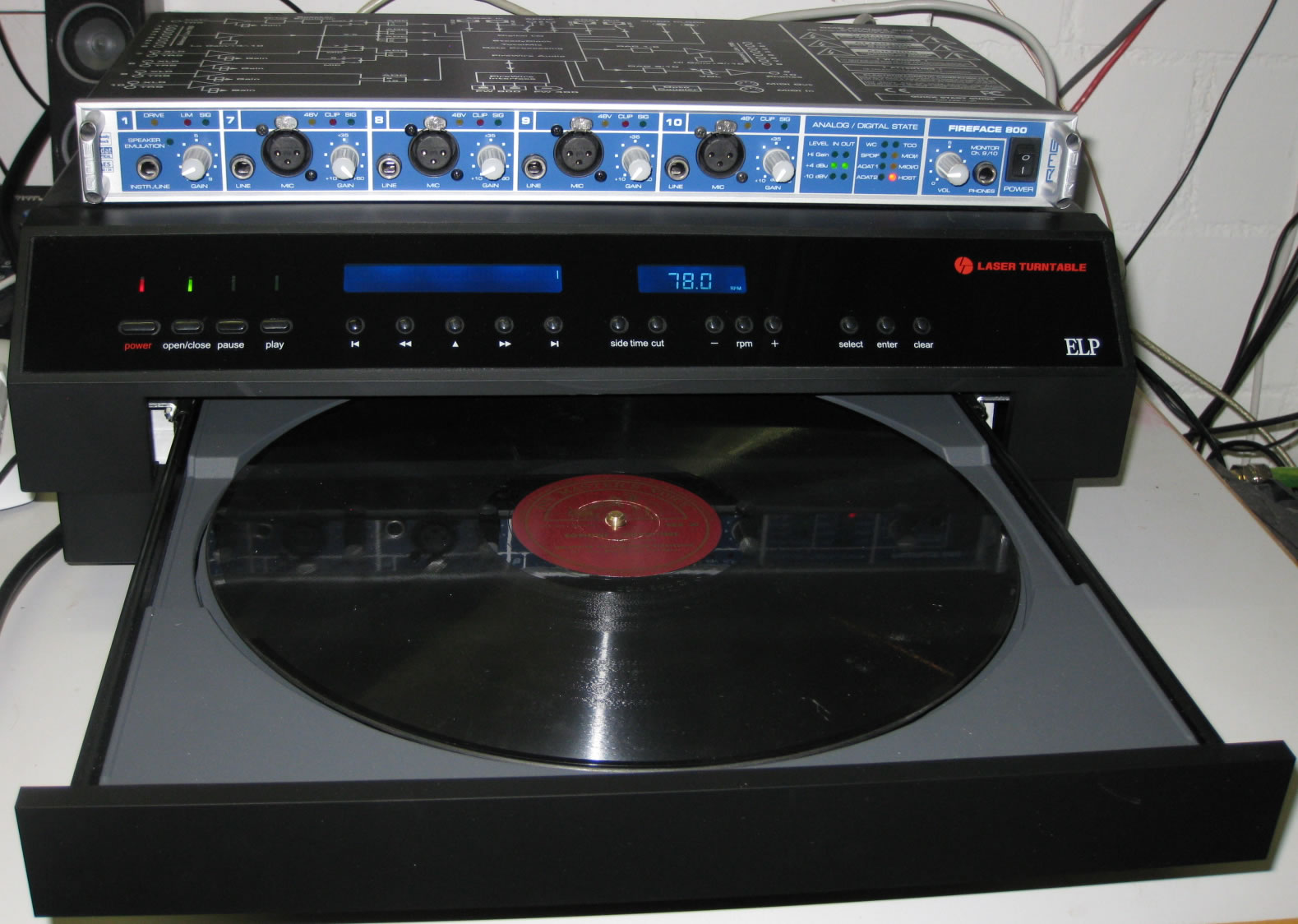

レーザーターンテーブルはレーザーをピックアップとして使用するアナログ盤プレイヤーである。この再生装置はポリ塩化ヴィニール製の音盤（アナログ盤）の再生の際にダイアモンド針などによる物理的な接触を無くしたものであり、代わりに集光された光が表面の信号起伏を読み取るもので、理論上は再生による溝の磨耗が起きない。一方で、レコード盤も傷があったり生産国毎の規格の違いで位相が狂うと再生音が破綻したり、光を透過する半透明カラー・レコードやソノシートとなると仕組み上音が出なかったりするなど、普通のターンテーブルの方が高品質に再生できる場合もある。また、高い再生精度を保つために再生機，レコード盤双方において専用の洗浄液やクリーナーで入念なクリーニングが必要になり、数十万円が掛かる定期メンテナンスが必要になるなど、運用コストも高額である。
現在レーザーターンテーブルは大半のレコード (45rpm、33.3rpm LP、78rpm) の再生に対応しており忠実に再生する。非常に高価ではあるが、レコード・ライブラリーや放送局、国立国会図書館や、大規模なコレクションを持つオーディオ・ファンによって収蔵されている古いレコードを再生したりデジタル・メディアに移す時等に利用される。

## 歴史
光学的な手法でアナログ盤の音声を読み取る技術は1930年代から考案されていた。1960年代から1970年代になるとレーザーを利用して盤面の情報を読み取る技術が考案された。
レーザーを使用してアナログ盤の音声を読み取る原理は1974年にWilliam K. Heineによって考案された。
その後、レーザーターンテーブルは当時スタンフォード大学院生だったRobert S. Reisによって考案された（彼の修士論文は"光学式ターンテーブル"である）。1983年、Reisとスタンフォードのフェロー技術者であるRobert E. Stoddardはベンチャーキャピタルから7百万ドルを出資してもらいFinial Technologyを設立した。1年後サーボコントロールの専門家であるRobert N. Starkが加わった。
1984年のコンシューマー・エレクトロニクス・ショー (CES) で実際には作動しないモック・アップが展示され特許がまだ付与されていなかったので、詳細は秘密で多くが謎であるにもかかわらず多くの来場者の注目を集めた。最初の実働機であるFinial LT-1は2年後に完成して1986年のCESで発表された。しかし試作品は正確すぎるために通常のアナログ盤プレイヤーであれば針で押しのけてしまうような盤面の埃やごみなどあらゆる粒子をとらえて再生するようなものであった。小売価格は2,500ドル（1988年には3,786ドルに上昇）が予定され限られた熱心なオーディオ・ファンへの潜在的な市場を対象にした。しかし、デジタル・オーディオ・ディスクであるコンパクトディスク（CD）およびそのプレイヤーが発売されたことにより、アナログ盤の市場は縮小し計画は頓挫した（CDプレイヤーの価格帯は当時300ドルだった）。その結果アナログ盤の販売は急落し、多くのターンテーブル製造会社が廃業した。Finial社のターンテーブルの生産作業は遅延し、当時はレーザー発光器が安くなかったことから部材が入手難であり、販売の失策と高い開発費用から、結果的に量産化されることはなかった。2000万ドル以上がヴェンチャー・キャピタルによって投資されており、Finialは多くの顧客には高すぎる値段で発売するか、大量生産により低価格で景気後退により急激に縮小する市場に参入することに賭けるかの選択を迫られていた。
1989年末、Finialの投資家達は最終的に会社を清算して特許を日本のターンテーブル製造会社であるCTI Japanに売却。その後も開発が続けられ、社名変更した株式会社エルプから1997年にELP LT-1XAとして発売。値段は20,500ドルで（2010年時点では12,000ドルから）、ラジオ放送局のようなプロの顧客がアナログ盤をすべてデジタル化する用途の市場を対象としていた。アメリカ合衆国議会図書館や他の機関では2次元 (IRENE) や3次元スキャナーを機械的な記録から音声情報を回収する為に開発を資金援助していた。それらは一般向けの製品というよりも歴史的な記録を回収する為の受注生産の機械だった。

## ELP レーザーターンテーブル
ELP は2007年度時点でELPレーザーターンテーブル (ELP LT) を1300台売った。
技術仕様
- ELPレーザーターンテーブルは3方式に対応している（雑音低減と真空清浄化器具は別）：
  - LT-1LRC ¦ US$12,000(2023年時点の約$16,767と同等) ¦ 33, 45 ¦ 7", 10", 12"
  - LT-1XRC ¦ US$15,300(2023年時点の約$21,378と同等) ¦ 33, 45, 78 ¦ 7", 10", 12"
  - LT-2XRC ¦ US$16,400(2023年時点の約$22,914と同等) ¦ 33, 45, 78 ¦ 7", 8", 9", 10", 11", 12"

- レーザーピックアップは5本のビームを使用する。それぞれのチャンネルの溝の端をなぞる為に2本。それぞれのチャンネルから音声を拾う為に2本（ちょうど追跡ビームの下）5本目は盤面の厚みやうねりによる対策としてレコードの表面をなぞりピックアップの高さを一定に保つ。
- 溝の上のレーザーの焦点は従来のレコードの針が接触する部分よりも上の部分で通常の擦り傷の深さよりも下なのでたとえ磨り減った盤面でもあたかも新しく再生産されたような状態が得られる。
- ピックアップの出力はアナログで決してデジタル化されない。
- レーザーピックアップを使用することによって物理的磨耗に起因するレコードの劣化、水平方向のトラッキング角エラー、ターンテーブルのうなり、調整の誤差を平準化、溝内部の劣化、チャンネルバランスエラー、ステレオクロストーク、対滑補償、音響フィードバック、スキッピング、溝詰り問題、トラッキング外れ、破損や偏心レコードやカートリッジハムピックアップ等の多くの問題が解消される。
- レーザーターンテーブルは掃除されていないレコードに対して繊細で盤面に埃などがあると読み取ってしまう。
- LPがトレイに乗せられて挿入された時ターンテーブルはLPの表面を読みトラックの数を表示する。使用者はどのトラックを順番に再生するか繰りかえすかあたかもCDプレイヤーのように扱える。
- レーザーダイオードの一般的な寿命は約1万時間。ダイヤモンド針は500時間、サファイヤ針は50時間である。
- ELP LT には回転速度を毎分30から90回転 (± 0.1 rpm) の任意の速度で再生できる機種もありサイズは7 - 12インチ (180 - 300ミリメートル)のどれでもかまわない。
- レコードは黒でなければならず半透明や透明の盤は再生不可である。

## IRENE 計画
IRENEシステムが物理学者であるCarl Haberによって開発され2006年末に合衆国国会図書館に導入された。2次元カメラで回転するレコードの溝の詳細写真を撮影する。ソフトウェアを使用してデジタル画像から音声を再構築する。IRENEはしばしば記録時大量の雑音を生じるが盤面の擦り傷によって作られたポップスとクリックは除去される。
IRENEは側面の情報だけ（モノラル）しか読まないが3次元スキャナーの計画ではステレオや4チャンネルのレコードやさらに歴史的な溝の縦方向に刻まれた記録も扱えるようになる。IRENEのウェブサイトから詳細を説明したポスターをダウンロードできる。これらは販売目的に開発されたものではない。IRENEは歴史的な音声の記録のコレクションを読み取りの困難の危険性の問題を解決する。光学計測技術を利用してレコード表面のデジタル地図を作成し、破損を修復して仮想の針で再生する。3次元スキャナ計画は同様に3次元の光学的分析を使用することで盤面のデジタル地図を作成し破損を修復して仮想の針で再生することにより問題を解決する。